# Lajoux
Lajoux je obec ve švýcarském kantonu Jura. Žije zde 673 obyvatel.

## Geografie

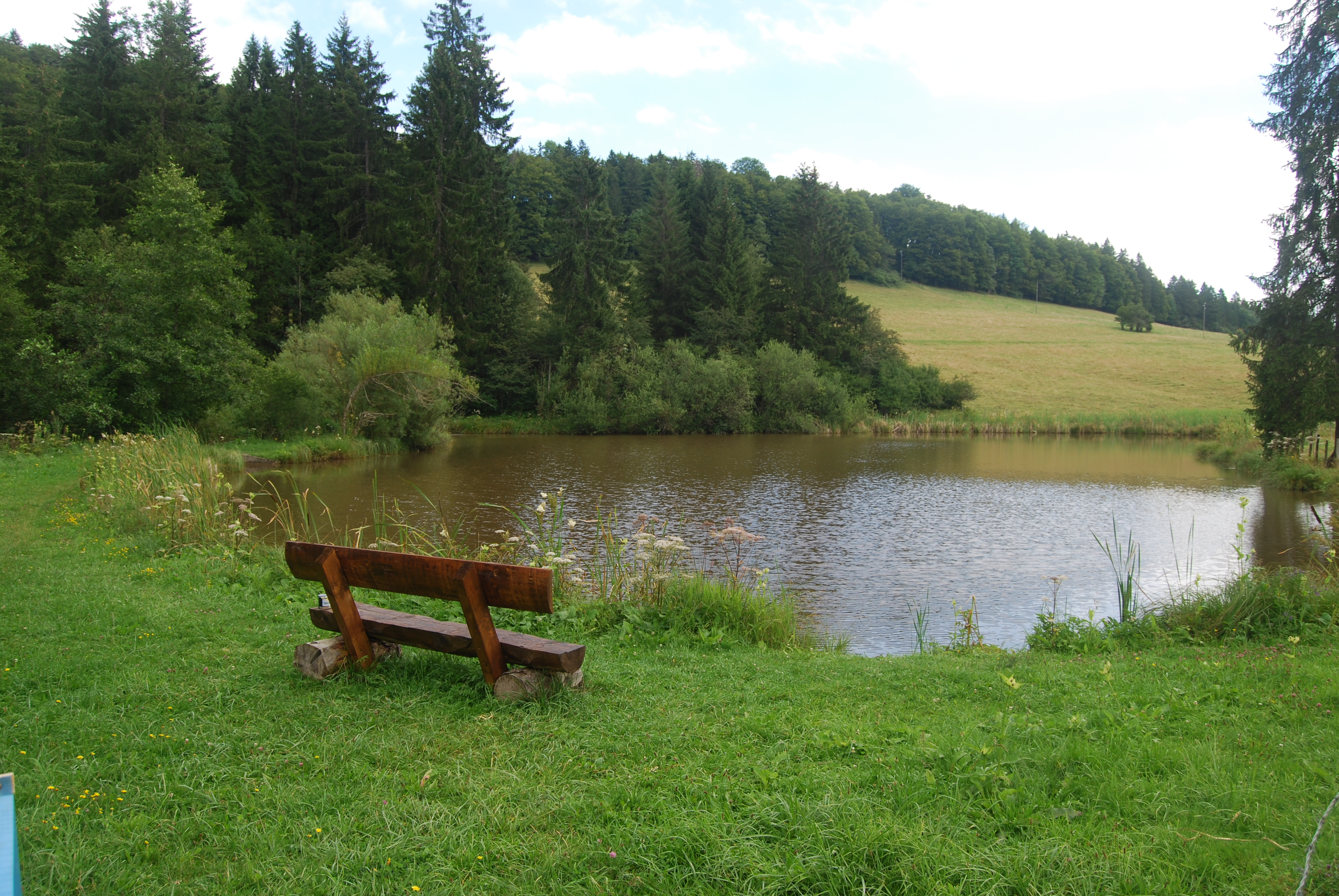
Jezero Sous le Crât

Lajoux leží v nadmořské výšce 960 m, vzdušnou čarou 11 km východoseverovýchodně od okresního městečka Saignelégier. Obec leží v kotlině na náhorní plošině Jury ve východní části oblasti Franches-Montagnes.
Území obce o rozloze 12,4 km² pokrývá část mírně zvlněné náhorní plošiny pohoří Jura, kde se střídají vřesovištní sníženiny, většinou bez povrchového odvodnění, s vápencovými vrcholky kopců. Střední a jihozápadní část Lajoux charakterizují rozsáhlé jurské pastviny s velkými smrky stojícími jednotlivě nebo ve skupinách a také některé lesní plochy. Na jihu zasahuje území obce až k okraji vřesoviště Embreux a k výšinám Les Combes (nejvyšší bod Lajoux 1063 m n. m.) a severnímu svahu Haut de Béroie. Severně od Chu des Prières se do náhorní plošiny svažuje erozní údolí Envers des Combes, které leží v povodí potoka Tabeillon. Severovýchodně od Lajoux začíná údolí Combe des Beusses, levostranné údolí řeky Sorne, v němž se nachází několik rybníků. V roce 1997 tvořila zastavěná plocha 4 % rozlohy obce, lesy a lesní pozemky 33 %, zemědělské plochy 62 % a neproduktivní půda necelé 1 %.
K obci Lajoux patří vesnice Les Vacheries de Lajoux (980 m n. m.), Le Paigre (990 m n. m.) a Fornet-Dessus (973 m n. m.), které se nacházejí na náhorní plošině Franches-Montagnes, a četné jednotlivé farmy. Sousedními obcemi Lajoux jsou Les Genevez, Montfaucon, Saint-Brais a Saulcy v kantonu Jura a Rebévelier, Petit-Val a Saicourt v kantonu Bern.

## Historie

Letecký pohled (1953)

První zmínka o obci pochází z roku 1404 jako La Joux Mertenat. První zmínka o vesnici Fornet-Dessus však pochází z roku 1181. Pozůstatky tavicích pecí ze 14. a 15. století potvrzují, že se v obci Lajoux ve středověku tavilo železo. Obec patřila pod správu opatství Bellelay.
Spolu s Les Genevez tvořila obec farnost svaté Magdalény až do roku 1809, kdy byla vytvořena samostatná farnost. V roce 1746 byla v Lajoux vysvěcena kaple. Farní kostel Notre-Dame-de-la-Présentation, postavený v letech 1809–1810, byl renovován a přestavěn v roce 1971. Nachází se v něm několik soch z bývalého opatství Bellelay.
V letech 1793–1815 patřila obec k Francii a zpočátku byla součástí départementu Mont-Terrible, od roku 1800 byla součástí départementu Haut-Rhin. Na základě rozhodnutí Vídeňského kongresu se Lajoux v roce 1815 stalo součástí kantonu Bern jako součást okresu Moutier. Obyvatelé Lajoux se v jurských plebiscitech vždy vyslovili pro vznik kantonu Jura. Jako hraniční obec v okrese Moutier se Lajoux v referendu 7. září 1975 vyslovilo pro kanton Jura, v roce 1976 se stalo součástí okresu Franches-Montagnes a 1. ledna 1979 bylo začleněno do nově vzniklého kantonu Jura.

## Obyvatelstvo
| Rok            | 1850 | 1870 | 1900 | 1910 | 1930 | 1950 | 1960 | 1970 | 1980 | 1990 | 2000 |
| Počet obyvatel | 571  | 613  | 610  | 571  | 571  | 580  | 566  | 525  | 491  | 545  | 606  |

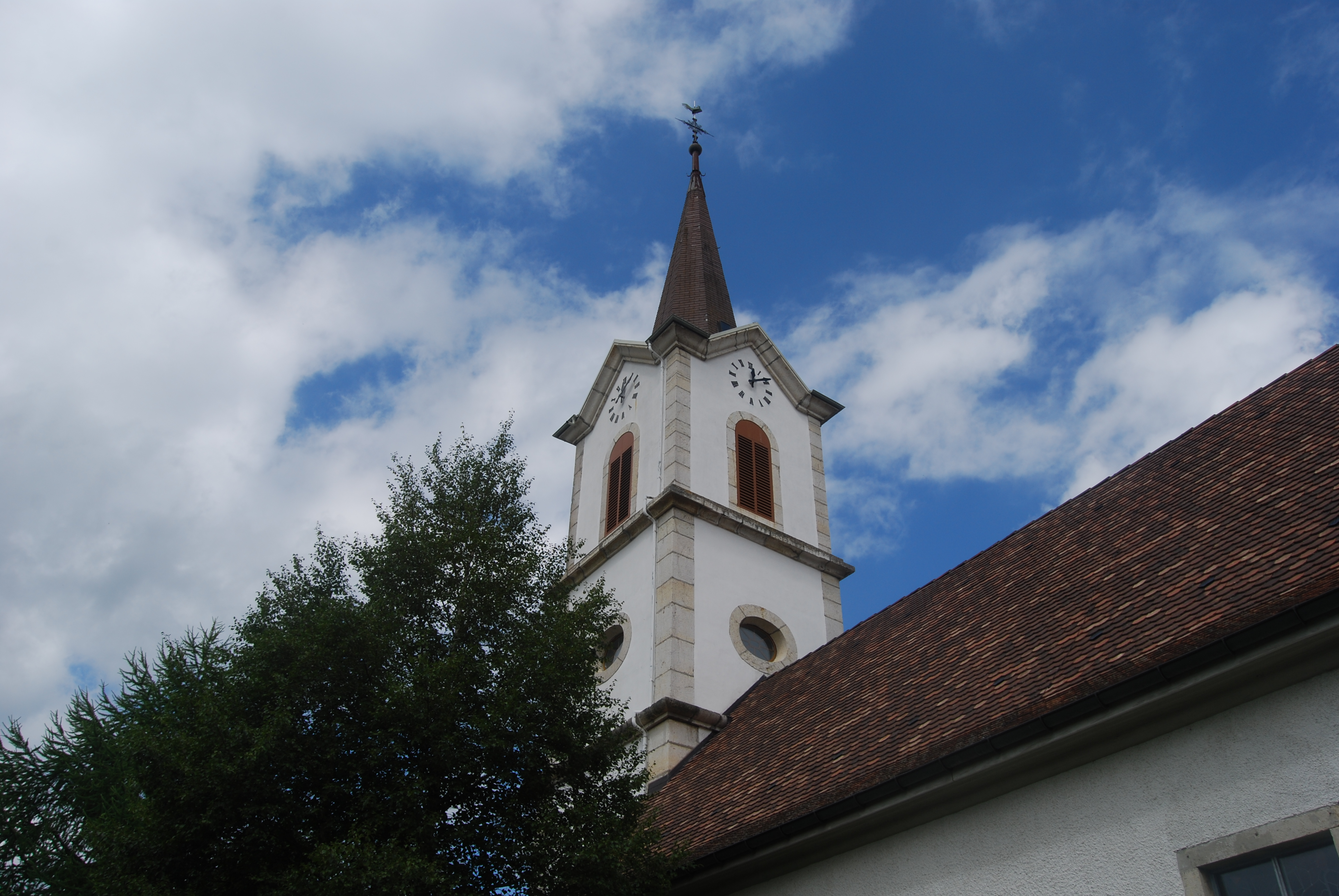
Kostel

Z celkového počtu obyvatel je 94,4 % francouzsky mluvících, 4,1 % německy mluvících a 0,5 % italsky mluvících (údaj z roku 2000). V průběhu 20. století se počet obyvatel snížil na 491 v roce 1980. Od té doby se počet obyvatel opět výrazně zvýšil.

## Hospodářství
Lajoux je stále zemědělskou obcí s chovem dojnic a hospodářských zvířat. Další pracovní místa jsou v hodinářství a mechanice; v Lajoux se také vyrábí tzv. girolle, obracecí nůž pro sýr Tête de Moine.

## Doprava
Obec se nachází mimo hlavní dopravní tahy na kantonální silnici z Glovelier do Tramelanu. Lajoux je napojeno na veřejnou dopravu autobusovou linkou, která vede po této trase.